# François Cevert
François Albert Cevert [fʀɑ̃ˈswa səvɛʁ] (* 25. Februar 1944 in Paris; † 6. Oktober 1973 in Watkins Glen, New York, USA) war ein französischer Automobilrennfahrer, der vornehmlich an Monoposto- und Sportwagenrennen teilnahm. Cevert war französischer Formel-3-Meister und gewann einen Lauf der Formel-1-Weltmeisterschaft. Er galt zu Beginn der 1970er-Jahre als französische Hoffnung im internationalen Motorsport. Rennfahrerkollegen sahen in ihm einen zukünftigen Formel-1-Weltmeister. Abgesehen von seinen sportlichen Erfolgen erhielt der als attraktiv geltende Cevert auch durch sein gesellschaftliches Leben öffentliche Aufmerksamkeit. Cevert starb bei einem Unfall im Training zum Großen Preis der USA 1973.

## Familie und Privatleben
François Ceverts Eltern waren Charles Goldenberg (1901–1985) und Huguette Cevert. Goldenberg wurde in der Ukraine geboren und lebte seit 1907 in Frankreich. 1921 eröffnete er auf dem Montmartre ein Geschäft für Modeschmuck und wurde in den 1930er-Jahren zu einem wohlhabenden Pariser Juwelier. François Ceverts Mutter kam aus Vaudelnay bei Saumur (Département Maine-et-Loire). Charles Goldenberg und Huguette Cevert waren nicht miteinander verheiratet. Goldenberg, der Jude war, fürchtete für den Fall einer Eheschließung Nachteile für seine Partnerin und die gemeinsamen Kinder, die zum Schutz vor Verfolgung den Nachnamen der Mutter erhielten. François Cevert hatte eine Schwester (Jacqueline, geboren 1947) und zwei Brüder (Elie und Charles). Jacqueline heiratete 1968 den französischen Rennfahrer Jean-Pierre Beltoise, mit dem François Cevert eine jahrelange Freundschaft verband. Beide fuhren gegeneinander in der Formel 1 und bildeten 1973 bei Sportwagenrennen ein Team. Anthony Beltoise, der Sohn von Jean-Pierre, ist sein Neffe.
François Cevert wuchs in dem bürgerlichen Pariser Vorort Neuilly-sur-Seine auf. Nach der Schulausbildung absolvierte er von November 1964 bis April 1966 in Deutschland bei einem in Weingarten stationierten Kavallerieregiment den Militärdienst.
Cevert galt als außergewöhnlich gut aussehend. Von Jo Schlesser ist die Frage nach Ceverts Apotheker überliefert: „Er soll mir auch die Tabletten geben, die so blaue Augen machen, damit ich die gleiche Wirkung bei den Mädchen erziele wie Du.“ Cevert umgab sich zeitweise mit Berühmtheiten aus dem Showbusiness wie Brigitte Bardot und Françoise Hardy. Die Presse berichtete seit den späten 1960er-Jahren über Cevert nicht nur in sportlicher, sondern vielfach auch in gesellschaftlicher Hinsicht. Magazine wie Paris Match beschrieben eingehend Ceverts Privatleben. In den Medien wurde er gelegentlich als „der französische James Dean“ bezeichnet und erhielt den Beinamen „Le Prince“ (der Prinz).
François Cevert war nicht verheiratet, lebte aber seit den 1960er-Jahren in einer festen Beziehung.
Er wurde in Vaudelnay, dem Geburtsort seiner Mutter, bestattet.

## Motorsport

### Übersicht über die Entwicklung
Bereits seit seiner Kindheit interessierte sich Cevert für Automobile und für Motorsport. Seit er 13 Jahre alt war, fuhr er die Autos seines Vaters, drei Tage vor dem 18. Geburtstag legte er die Führerscheinprüfung ab. 1963 nahm er zusammen mit Jean-Pierre Beltoise an einem Motorradrennen in Montlhéry teil. Im folgenden Jahr meldete er sich zur Coupe des Provinces, einem für Lotus-Seven-Piloten ausgeschriebenen Automobilrennen. Ceverts Vater, der mit dem Organisator des Rennens geschäftliche Beziehungen unterhielt, verhinderte allerdings die Teilnahme seines zu dieser Zeit noch minderjährigen Sohnes.
Unmittelbar nach der Entlassung aus dem Militärdienst begann Cevert bei einer privaten Schule eine Ausbildung zum Automobilrennfahrer. Nach dem erfolgreichen Abschluss begann seine Karriere in der französischen Formel-3-Meisterschaft, die er 1968 gewann. Dieser Erfolg öffnete Cevert den Weg in die Formel-2-Europameisterschaft. Von 1969 bis 1973 bestritt er regelmäßig Rennen dieser Serie. Er gewann einzelne Rennen, aber nicht die Meisterschaft. Ab 1970 hatte Cevert einen Formel-1-Werksvertrag für das britische Tyrrell-Team. Hier bestritt er 46 Rennen, erreichte einen Sieg und zwölf weitere Podiumsplatzierungen. In dreieinhalb Jahren fuhr er 89 Weltmeisterschaftspunkte ein. Zudem startete Cevert von 1970 bis 1973 regelmäßig bei Sportwagenrennen; hier fuhr er für das Werksteam von Matra.

### Jackie Stewart

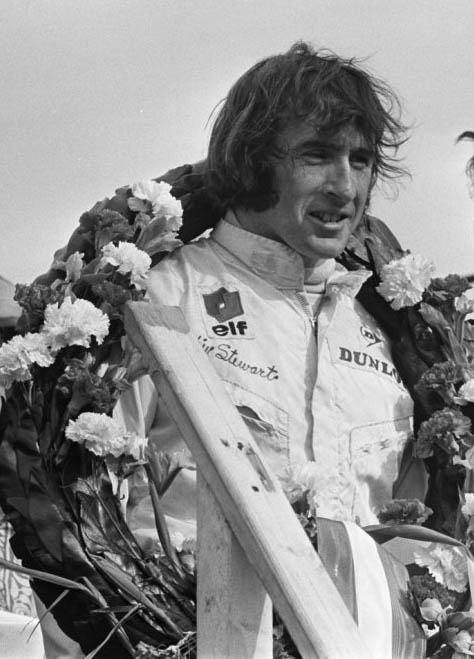
François Ceverts Mentor: Jackie Stewart

Von zentraler Bedeutung für Ceverts Motorsportkarriere war Jackie Stewart, von 1970 bis 1973 sein Teamkollege im Formel-1-Team von Ken Tyrrell. Stewart kannte Cevert seit dem Grand Prix de Reims 1969, einem Formel-2-Rennen, in dem Cevert ihn durch ein Überholmanöver in der letzten Kurve von Platz eins verdrängt hatte. Stewart setzte sich bei der Entscheidung über die Nachbesetzung eines Tyrrell-Cockpits für Cevert ein. Er wurde in der Folgezeit zu einem Mentor und Lehrmeister Ceverts. Beide verband zudem eine enge Freundschaft.
Stewart brachte Cevert in der gemeinsamen Formel-1-Zeit die Besonderheiten einzelner Rennstrecken sowie Details der Fahrwerksabstimmung bei. Bei Ceverts erstem Formel-1-Rennen fuhr Stewart im Training vor Cevert und zeigte ihm die Stellen, an denen er vorsichtig sein sollte, durch leichtes Driften. Drei Jahre lang war Cevert der Juniorpartner Jackie Stewarts. In französischen Medien wurde Cevert deshalb zeitweise auch als dessen Nacheiferer („émule“) bezeichnet. Ab Sommer 1973 war ein Rollenwechsel vorgesehen. Zu dieser Zeit entschloss sich Stewart, mit Ablauf der Saison 1973 seine Fahrerlaufbahn zu beenden. Ken Tyrrell wählte Cevert aus, um ab 1974 die Führungsrolle in seinem Team zu übernehmen. Stewart, der Cevert in fahrerischer Hinsicht für gereift hielt, unterstützte Ken Tyrrell bei dieser Entscheidung.
Cevert bestätigte bei mehreren Gelegenheiten öffentlich seine enge Verbindung zu Stewart. Anlässlich seines Sieges beim Großen Preis der USA 1971 erklärte er: „Stewart hat für mich mehr getan als ein Bruder.“ Stewart hält seine Beziehung zu Cevert auch rückblickend für „einzigartig“: „Es war mehr als nur eine Freundschaft. Eine Verbindung wie unsere hat es in der Formel 1 nie wieder gegeben. Wir haben alles miteinander geteilt.“

## Die einzelnen Stationen im Motorsport

### Shell Volant
Nach der Militärzeit schrieb sich der inzwischen volljährige Cevert an der École de Pilotage Winfield in Magny-Cours für einen Rennfahrerlehrgang ein. Der Kurs dauerte von April bis Oktober 1966. Sein Ausbilder war der italienische Hobbyrennfahrer Renato „Tico“ Martini, der in Magny-Cours eine Rennwagenwerkstatt (Automobiles Martini) unterhielt. Das für den Lehrgang nötige Geld verdiente Cevert als Vertreter. Ausgebildet wurde auf Einheitschassis des britischen Konstrukteurs Merlyn. Zum Abschluss der Ausbildung organisierte die Winfield School zusammen mit der französischen Niederlassung des Mineralölkonzerns Shell ein Ausscheidungsrennen unter allen Schülern, das seit 1963 durchgeführt wurde und die Bezeichnung Shell Volant trug. Dem Sieger finanzierte Shell ein Formel-3-Cockpit für die kommende Saison. Cevert gewann das Shell Volant im Oktober 1966; er setzte sich dabei unter anderem gegen Patrick Depailler durch.

### Formel 3

#### 1967: Anfangserfolge
In seinem ersten Jahr musste Cevert ohne direkte Unterstützung eines Rennwagenherstellers antreten. Während Patrick Depailler, den er beim Shell Volant geschlagen hatte, für 1967 einen Fahrervertrag bei dem französischen Renn- und Sportwagenhersteller Alpine erhielt, trat Cevert als Privatfahrer für das Team École Pilotage Winfield an. Er fuhr – ebenso wie Depailler – einen aktuellen Alpine.
Die französische Formel-3-Saison 1967 wurde vom Matra-Werksteam dominiert, dessen Fahrer Henri Pescarolo und Jean-Pierre Jaussaud insgesamt elf Rennen gewannen und die Meisterschaft sowie die Vizemeisterschaft für sich entschieden. François Cevert konnte dem wenig entgegensetzen. Neben der fehlenden Rennerfahrung, die er im Laufe der Saison gegenüber Journalisten offen eingestand, litt er unter den technischen Mängeln seines Autos. Der Alpine war nach Ansicht von Beobachtern den zeitgenössischen Konkurrenzfahrzeugen von Matra in konstruktiver Hinsicht unterlegen. Hinzu kam, dass Alpines Vierzylindermotoren, die vom Renault 8 abgeleitet waren und in einer privaten Werkstatt namens Moteur Moderne in Paris vorbereitet wurden, etwa 20 PS weniger leisteten als die von Cosworth oder Holbay in Großbritannien betreuten Ford-Motoren der Konkurrenzteams.
Zu den ersten beiden Formel-3-Rennen der französischen Meisterschaft 1967 in Pau und Montjuïc qualifizierte sich Cevert nicht. Die erste Qualifikation gelang ihm bei der Raymond Sommer Challenge in Montlhéry; hier kam er mit einer Runde Rückstand auf Jean-Pierre Jaussaud im Werks-Matra auf Platz acht ins Ziel. Eine Woche später wurde er beim Grand Prix Nivernais in Magny-Cours Siebenter. Bei den folgenden Veranstaltungen in Dijon, Montlhéry und auf dem Circuit Bugatti fiel er jeweils technisch bedingt aus, in Rouen erlitt er einen Unfall. Erst beim Grand Prix de la Ville de Nevers in Magny-Cours, der im Juli 1967 abgehalten wurde, kam Cevert wieder ins Ziel. Hier wurde er Vierter hinter den beiden Matra-Werksfahrern sowie dem privaten Konkurrenten Jean-Pierre Cassegrain, der einen Brabham BT21 einsetzte. Dieses Ergebnis wiederholte Cevert vier Wochen später beim Grand Prix de Nogaro. Im Oktober beendete er die Coupe du Salon in Montlhéry schließlich als Fünfter.

#### 1968: Titelgewinn

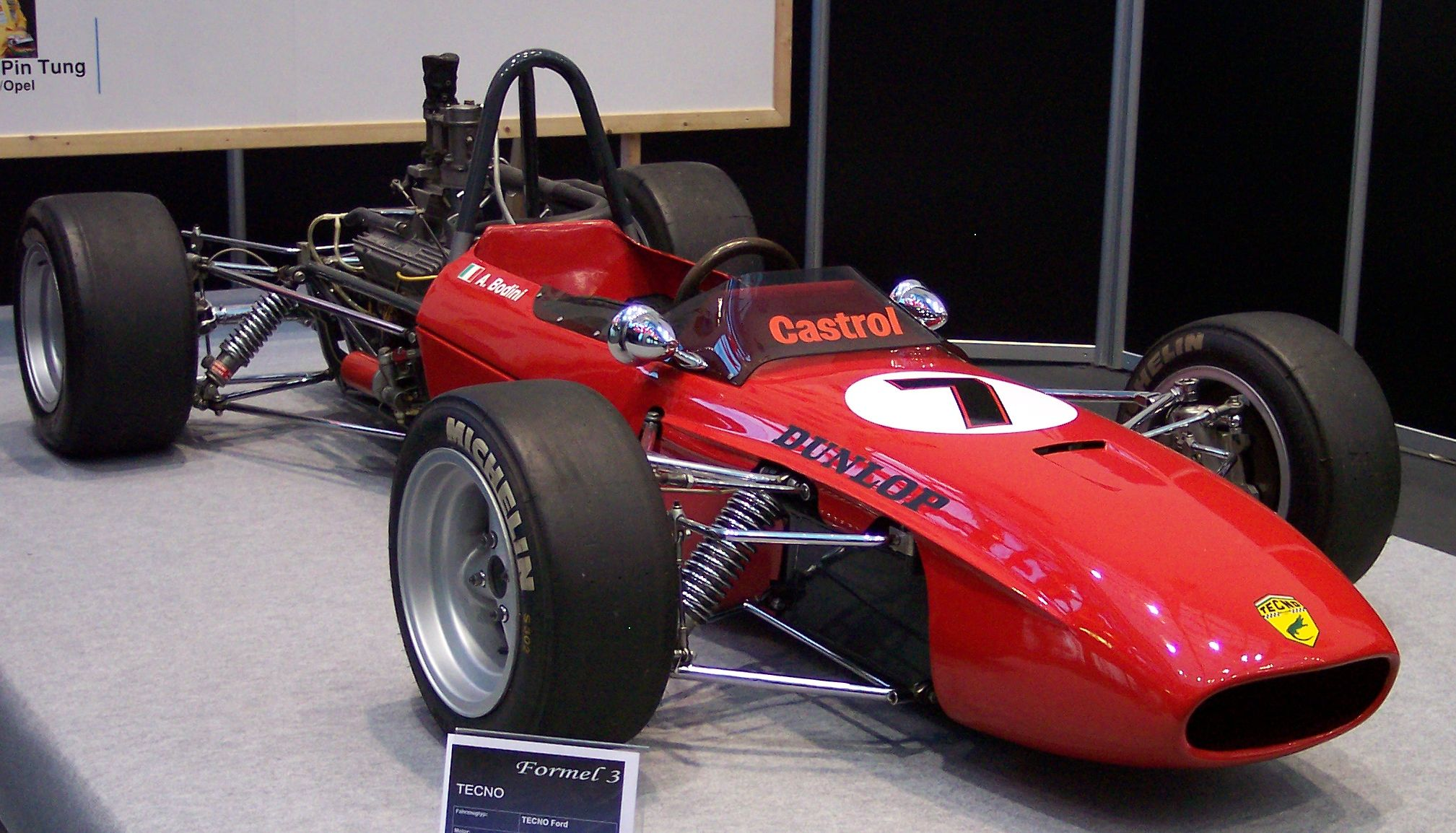
Formel-3-Rennwagen von Tecno

1968 setzte Cevert sein Formel-3-Engagement in der französischen Serie fort. Er trat in diesem Jahr als Privatfahrer unter eigenem Namen an, denn mit Ablauf der Saison 1967 war die auf ein Jahr beschränkte Unterstützung durch die Winfield Racing School entfallen. Finanziert wurde Ceverts Motorsportengagement nunmehr von dem französischen Feuerlöscherhersteller Sicli, dessen Inhaber ein Nachbar seiner Eltern war. Die Verbindung zu Sicli wurde durch die Entscheidung der Motorsportaufsichtsbehörde CSI ermöglicht, ab 1968 im Monopostosport das Anbringen von Werbung auf Rennwagen (Sponsoring) zu erlauben: Als Gegenleistung für die Finanzierung des Autos warb Sicli auf dessen Seitenflächen für seine Produkte.
Als Einsatzfahrzeug wählte Cevert ein Modell des italienischen Rennwagenherstellers Tecno, der auch zahlreiche Mitbewerber der französischen Formel-3-Meisterschaft – unter ihnen Ronnie Peterson, Jean-Pierre Jaussaud und François Mazet – ausrüstete. Als Antrieb diente ein Vierzylindermotor von Cosworth.
Die Auslieferung von Ceverts Auto verzögerte sich bis in den Mai 1968. Beim ersten Formel-3-Rennen des Jahres in Nogaro setzte Cevert daher einen Alpine A280 ein, ein veraltetes Rennauto, das bereits 1966 aufgebaut worden war. Mit ihm kam er nicht ins Ziel. Zu den folgenden drei Rennen meldete er sich ebenfalls mit diesem Auto, trat aber jeweils nicht an.
Cevert übernahm seinen Tecno 68 am Morgen des 11. Mai 1968 in Bologna. Im Anschluss daran überführte er das Auto selbst nach Montlhéry, wo am folgenden Tag der XIII. Prix de Paris ausgetragen wurde. Cevert erschien rechtzeitig, um am sonntäglichen Zeittraining teilzunehmen. Mit dem noch nicht getesteten Tecno qualifizierte er sich für den 18. Startplatz. In den ersten drei Runden fielen elf vorplatzierte Piloten durch Unfälle oder technische Defekte aus. Nachdem Cevert fünf weitere Fahrer überholt hatte, lag er am Ende der vierten Runde auf Platz zwei. In der nächsten Runde überholte er seinen Rivalen Patrick Depailler und belegte mit dem neuen Tecno den ersten Platz, den er bis zum Rennende verteidigte. Es war der erste Sieg Ceverts bei einem Formel-3-Rennen. Es folgten weitere Siege in La Châtre, Jarama, Nogaro und Albi sowie drei zweite und zwei dritte Plätze und je ein vierter und fünfter Rang.
Die Meisterschaft entwickelte sich im Sommer 1968 zu einem Zweikampf zwischen Cevert und dem Matra-Werksfahrer Jean-Pierre Jabouille. Die Entscheidung fiel erst beim letzten Rennen am 21. Oktober 1968 beim Coupe Internationale de Vitesse in Albi. Vor dem Rennen verpasste Cevert die technische Abnahme, da sein Tecno infolge einer defekten Sicherung zunächst nicht fahrbereit war. Mit Zustimmung aller Konkurrenten wurde er gleichwohl nachträglich zugelassen. Aus der zweiten Reihe gestartet, übernahm er in der zweiten Runde die Führung vor Jabouille, die er bis zum Rennende hielt. Cevert siegte mit einem Vorsprung von vier Sekunden auf Jabouille und gewann zugleich die französische Formel-3-Meisterschaft 1968. Er hatte 81,9 Punkte erzielt, sein Konkurrent Jabouille 79,8.

### Formel 2

#### 1969: Erster Werksvertrag

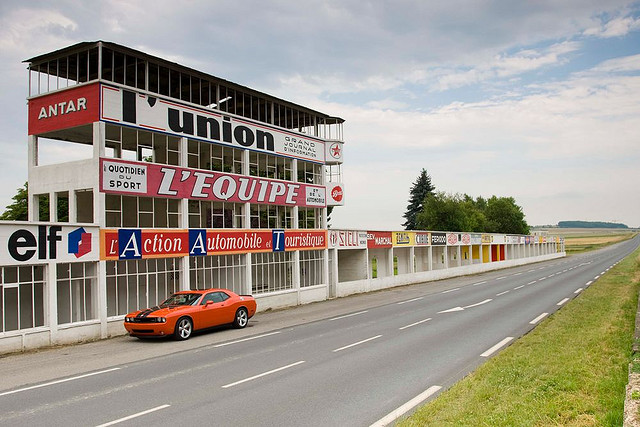
Schauplatz des ersten Formel-2-Siegs von François Cevert: der Circuit de Reims-Gueux

Für die Saison 1969 gründete Tecno mit finanzieller Unterstützung von Shell ein Formel-2-Werksteam und verpflichtete Cevert sowie Nanni Galli als Werksfahrer. Bei einigen Rennen trat Clay Regazzoni als dritter Fahrer an, nachdem dessen bisheriges Team, die Scuderia Ferrari, sein Formel-2-Engagement kurzfristig beendet hatte. Das Team setzte Fahrzeuge vom Typ Tecno 68 ein, „einfach aufgebaute“ Rennwagen, die 1968 entwickelt worden waren und deutliche Ähnlichkeiten mit Tecnos Formel-3-Auto hatten. Als Antrieb diente ein Vierzylinder-FVA-Motor von Cosworth. Ceverts Fahrzeug hatte die Chassisnummer T00 306 und war im Herbst 1968 bei einigen Rennen von Clay Regazzoni gefahren worden.
Cevert trat zu sechs von sieben Meisterschaftsläufen des Jahres an. Er kam bei jedem Rennen ins Ziel. Sein bestes Ergebnis bei einem Meisterschaftslauf war der dritte Platz beim Gran Premio del Mediterraneo im sizilianischen Enna.
Den größten Erfolg dieses Jahres erzielte Cevert am 29. Juni 1969 beim Grand Prix de Reims. Das Rennen hatte keinen Meisterschaftsstatus, erhielt aber zahlreiche Meldungen internationaler Piloten, die den 1925 eröffneten anspruchsvollen Traditionskurs von Reims-Gueux schätzten. In Reims traten daher neben den Formel-2-Fahrern auch etablierte Formel-1-Piloten wie Jackie Stewart, Jochen Rindt, Jo Siffert und Graham Hill an. Sie waren sogenannte Graded Drivers, die zwar an Formel-2-Rennen teilnehmen durften, aber keine Meisterschaftspunkte erhielten. Cevert ging in Reims von der dritten Startreihe aus in das über 35 Runden laufende Rennen. In der 10. Runde lag er auf Platz acht, in der 20. Runde auf Platz sechs. In der letzten Runde führte Stewart vor Cevert; die beiden und die fünf folgenden Fahrer lagen in einem Zeitfenster von eineinhalb Sekunden. Am Ausgang der letzten Kurve überholte Cevert den bislang Führenden mit einem „königlichen Sprint“ und fuhr mit einem Vorsprung von einer Zehntelsekunde als Erster über die Ziellinie. Durch dieses Rennen wurden Jackie Stewart und sein Teamchef Ken Tyrrell erstmals auf Cevert aufmerksam.
Am 3. August 1969 debütierte Cevert im Umfeld der Formel 1. Anlass war der Große Preis von Deutschland auf dem Nürburgring, der sowohl für Formel-1- als auch für Formel-2-Autos ausgeschrieben war. Beide Klassen fuhren gleichzeitig, wurden aber separat gewertet. Die Formel-2-Fahrer erhielten daher keine Punkte für die Formel-1-Weltmeisterschaft. Zu dieser Veranstaltung meldeten sich 28 Piloten, darunter elf Formel-2-Fahrer. Einer von ihnen war Cevert, der hier seinen Formel-2-Tecno einsetzte. Er qualifizierte sich mit einem Rückstand von 31,8 Sekunden auf den Pole-Sitter Jackie Ickx (Brabham) für den Startplatz 14; er war damit der drittbeste Formel-2-Pilot. Im Rennen fiel er nach 10 Runden infolge eines Getriebedefekts aus.
Insgesamt fuhr Cevert 21 Meisterschaftspunkte ein. Er belegte damit hinter dem Matra-Werksfahrer Johnny Servoz-Gavin (37 Punkte) und Hubert Hahne (28 Punkte), der mit einem Lola für BMW Motorsport antrat, Platz drei der Fahrerwertung.

#### 1970: Nachlassende Leistungen

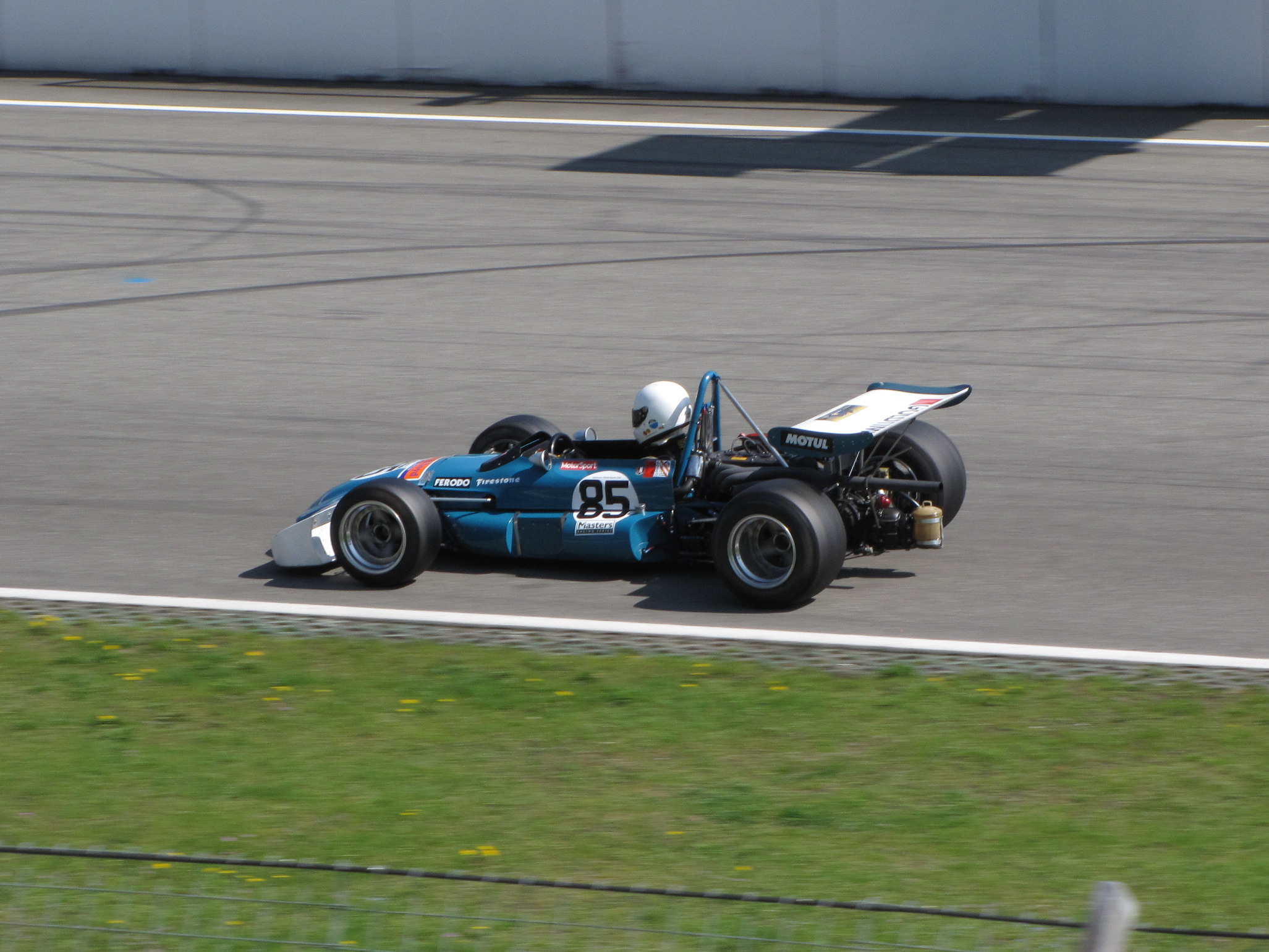
Tecno T70

Im Frühjahr 1970 wechselte Cevert in die Formel 1. Ungeachtet dessen nahm er in diesem Jahr für Tecno auch an allen acht Meisterschaftsläufen der Formel 2 teil; daneben bestritt er zwei Formel-2-Rennen, die keinen Meisterschaftsstatus hatten. Cevert fuhr bei jedem der Rennen den Tecno 70, bei dem es sich um eine Weiterentwicklung des Vorjahresmodells handelte. Sein Partner im Tecno-Werksteam war der Tessiner Clay Regazzoni, der bis zum Frühsommer den letztjährigen Tecno 69 einsetzte.
Cevert schloss die Formel-2-Meisterschaft des Jahres 1970 auf Platz sechs ab. Er erreichte nur neun Punkte, während Regazzoni die Meisterschaft mit deutlichem Vorsprung vor den Konkurrenten gewann. Cevert kam bei zehn Rennen nur dreimal ins Ziel; siebenmal fiel er wegen Technikdefekts oder infolge eines Unfalls aus. Sein bestes Ergebnis war der dritte Platz beim Flugplatzrennen Tulln-Langenlebarn bei Wien. Hier kam er mit einem Rückstand von 30 Sekunden auf den Sieger Jackie Ickx, der für BMW Motorsport fuhr, ins Ziel.

#### 1971: Enttäuschte Titelhoffnungen
Parallel zu seinem Einsatz für Tyrrell nahm Cevert 1971 wiederum an der Formel-2-Meisterschaft teil. Er fuhr erneut für das Tecno-Werksteam, das nun von Elf unterstützt wurde. Sein Teamkollege war Patrick Depailler. In diesem Jahr war er ungeachtet seines Formel-1-Engagements in dieser Serie weiterhin punkteberechtigt. Die französischen Medien sahen in Cevert zu Saisonbeginn einen der Anwärter auf den Meistertitel, eine Rolle, die seinem Selbstverständnis entsprach.
Ceverts Erwartungen erfüllten sich nicht. Er bestritt zehn von elf Meisterschaftsläufen und zwei nicht zur Meisterschaft zählende Rennen, konnte aber nur in den ersten drei Läufen der Meisterschaft Punkte erzielen. Er gewann das erste Rennen des Jahres, die Deutschland-Trophäe auf dem Hockenheimring und einen Monat später das Internationale Eifelrennen auf dem Nürburgring, und bei der Jochen Rindt Memorial Trophy auf dem Thruxton Circuit in Andover wurde er Vierter. Einen weiteren Sieg erzielte er im Frühjahr beim Gran Premio Madunina in Vallelunga, der allerdings keinen Meisterschaftsstatus hatte. Ab Mai kam Cevert nicht mehr in die Punkteränge. Mit Beginn des Sommers mehrten sich technisch bedingte Ausfälle, deren Ursache Cevert in erster Linie bei Tecno sah. Insbesondere der in Italien vorbereitete Ford-Motor erlitt mehrere Defekte. So gewann Cevert zwar den ersten Lauf der Mantorp Trophy im Schwedischen Mantorp Park; zum zweiten Lauf konnte er aber wegen eines Ventilschadens nicht antreten, sodass er in der Gesamtwertung des Rennens als nicht klassifiziert geführt wurde. Ähnlich verlief der Gran Premio di Roma im Oktober 1971 in Vallelunga.
Cevert schloss die Formel-2-Saison 1971 mit 22 Punkten auf Platz fünf der Gesamtwertung ab, sein Teamkollege Depailler war ohne Punkte nicht klassifiziert.

#### 1972: Graded Driver
1972 war Cevert ein Graded Driver, der zwar an den Rennen der Formel-2-Meisterschaft teilnehmen konnte, aber keine Meisterschaftspunkte erhielt. Cevert bestritt in der ersten Jahreshälfte fünf Meisterschaftsläufe in der Formel 2, danach konzentrierte er sich auf die Formel 1. Einsatzfahrzeug war ein March 722 mit Cosworth-BD-Motor, der von Hart Racing Engines vorbereitet wurde; sein Team hieß Elf Coombs Racing und wurde von John Coombs geleitet. Cevert wurde bei der Jochen Rindt Memorial Trophy in Thruxton Zweiter hinter Ronnie Peterson, und die London Trophy in Crystal Palace schloss er als Fünfter ab.

#### 1973: Nur ein Rennen
1973 bestritt Cevert nur ein Formel-2-Rennen. Er trat als einer von drei Graded Drivers im Mai des Jahres für Elf Coombs Racing beim traditionsreichen Grand Prix de Pau an. Einsatzfahrzeug war ein Elf F2, d. h. ein Alpine A367, der anstelle des üblichen Renault-Triebwerks mit einem BWM-Motor ausgestattet war. Cevert wurde im zweiten Lauf Zweiter und gewann das Finale vor Jean-Pierre Jarier im Werks-March.

### Formel 1

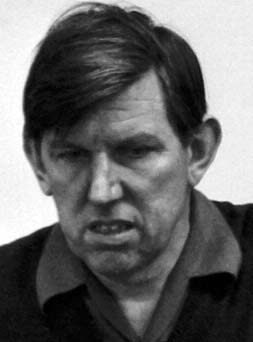
Ceverts Teamchef in der Formel 1: Ken Tyrrell

Ab 1970 beteiligte sich Cevert zusätzlich zur Formel 2 an der Formel-1-Weltmeisterschaft. Er startete ausschließlich für die Tyrrell Racing Organisation, die 1960 gegründet wurde und sich seit 1968 (zunächst mit Matra-Chassis) am Grand-Prix-Sport beteiligte. Cevert bestritt für Tyrrell 46 Weltmeisterschaftsläufe, erzielte 89 Punkte und siegte bei einem Rennen.
Tyrrell hatte mit Jackie Stewart die Formel-1-Weltmeisterschaft 1969 gewonnen und begann die Saison 1970 mit Stewart und Johnny Servoz-Gavin. Beide Fahrer setzten einen March 701 ein. Servoz-Gavin bestritt die ersten drei Weltmeisterschaftsläufe für das britische Team. Beim Großen Preis von Monaco verpasste er die Qualifikation. Es war die erste Nichtqualifikation in der Geschichte des Tyrrell-Teams. Nach dieser Veranstaltung beendete Servoz-Gavin seine aktive Fahrerkarriere aus gesundheitlichen Gründen. Im Mai 1970 erklärte er, er habe bei einigen Rennen Angstgefühle gehabt und sehe sich nicht mehr in der Lage, risikoreich zu fahren. Ken Tyrrell, der Servoz-Gavins Cockpit nicht mit einem „Bloody Frenchman“ (Tyrrell) wiederbesetzen wollte, verhandelte zunächst mit Brian Redman. Tyrrells Hauptsponsor, der Mineralölkonzern Elf, sprach sich allerdings für Cevert aus, obwohl der Franzose in der Formel 2 an das Konkurrenzunternehmen Motul und im Sportwagenbereich an Shell gebunden war. Jackie Stewart sowie Jack Brabham und Jean-Pierre Beltoise unterstützten diesen Vorschlag. Ken Tyrrell, der bereits seit den 1960er-Jahren immer wieder jungen Fahrern eine Chance gegeben hatte und später den Ruf des „Talentescouts“ erhielt, entschied sich daraufhin für Cevert, als dessen Nachfolger seinerseits zunächst Gerry Birrell vorgesehen war.

#### 1970: Die Anfänge

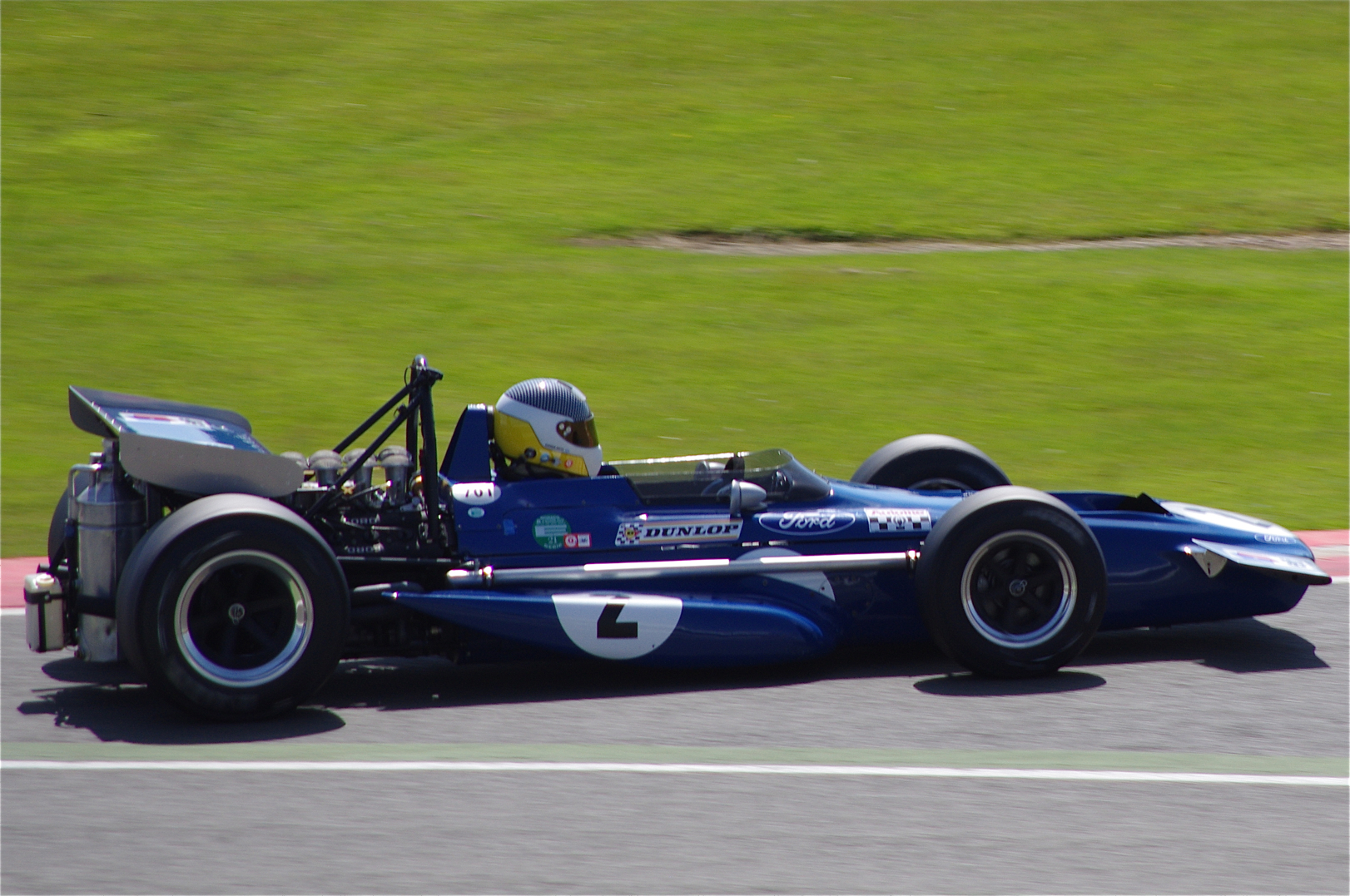
François Ceverts erstes Formel-1-Auto: Der March 701 der Tyrrell Racing Organisation

Tyrrells Entscheidung, Cevert zu verpflichten, fiel im Mai 1970. Das folgende Rennen, an dem Johnny Servoz-Gavin bereits nicht mehr teilnahm, war der Große Preis von Belgien in Spa-Francorchamps. Ken Tyrrell verzichtete darauf, Cevert schon zu diesem Rennen als neuen Fahrer zu melden, da er den langen Kurs in den Ardennen für zu schwierig und zu riskant hielt, um ihn einem Anfänger zuzumuten. Das Team erschien daher in Spa nur mit einem, nämlich Stewarts Auto.
Cevert debütierte am 21. Juni 1970 beim Grand Prix der Niederlande in Zandvoort in Tyrrells March 701/7. In seinem ersten Formel-1-Weltmeisterschaftslauf qualifizierte er sich für den 15. Startplatz. Damit startete er vor Jo Siffert, Dan Gurney und dem zweifachen Weltmeister Graham Hill. In dem Rennen, in dem Piers Courage tödlich verunglückte und das Jochen Rindt gewann, schied Cevert nach 30 Runden infolge eines Motordefekts vorzeitig aus.
Cevert fuhr 1970 bei acht weiteren Großen Preisen für Tyrrell. Bei seinem zweiten Rennen, dem Großen Preis von Frankreich, auf dem als „kleinem Nürburgring“ bezeichneten Circuit de Charade in Clermont-Ferrand kam er erstmals ins Ziel; er wurde mit einer Runde Rückstand auf den Sieger Jochen Rindt Elfter. Insgesamt kam Cevert 1970 sechsmal ins Ziel. Sein bestes Ergebnis war der sechste Platz beim Großen Preis von Italien, mit dem er seinen ersten Weltmeisterschaftspunkt einfuhr. In der Fahrerwertung belegte Cevert am Jahresende mit einem Punkt Platz 22.

#### 1971: Ein Sieg

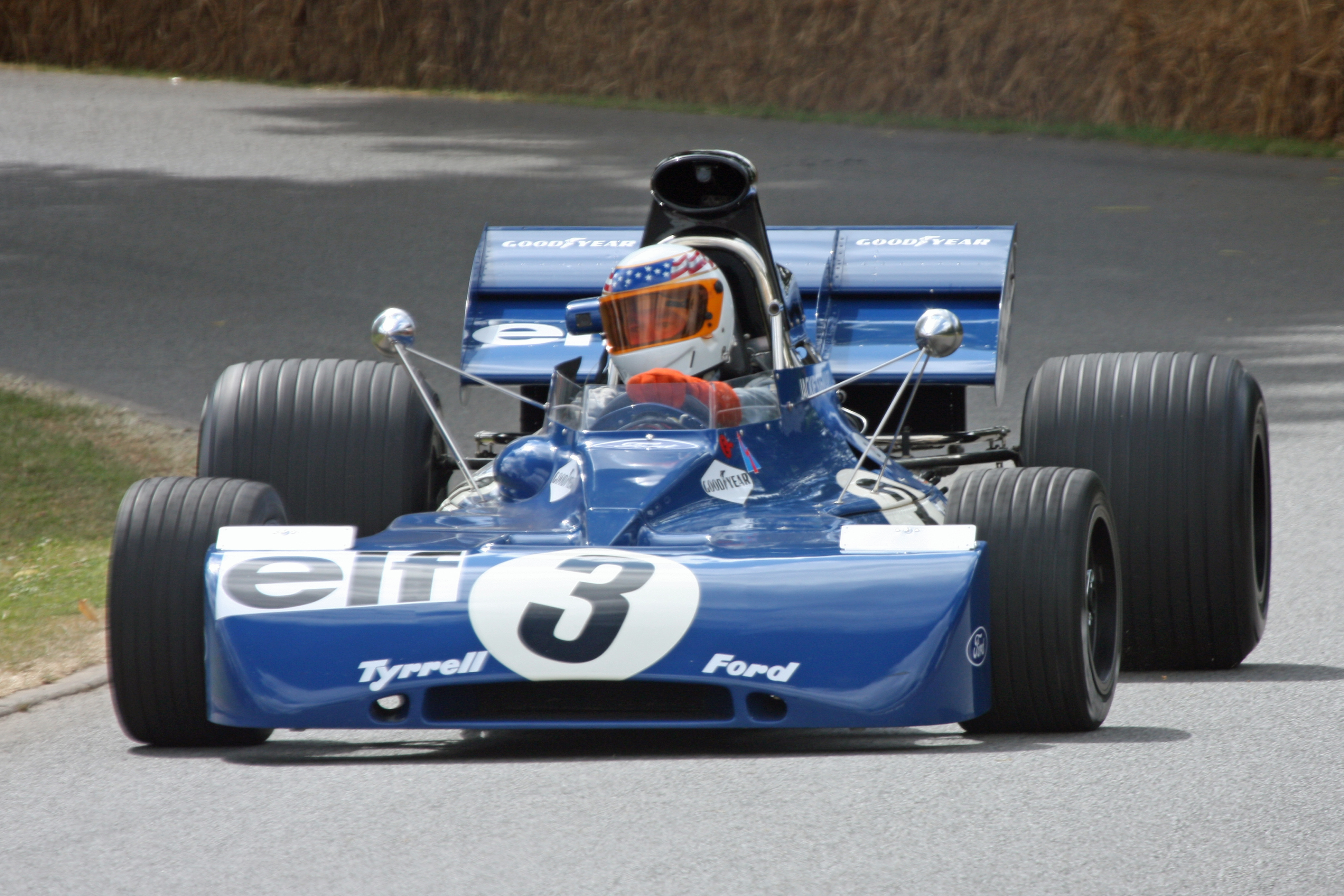
1971 erstmals auch für Cevert: Tyrrells eigener Rennwagen (002)

1971 blieb Cevert bei Tyrrell. Das britische Team trat nun nicht mehr mit Kundenfahrzeugen an, sondern setzte für beide Fahrer selbst konstruierte Rennwagen ein. Cevert fuhr den Tyrrell 002, der abgesehen von kleineren Verbesserungen im Detail technisch mit dem bereits im Vorjahr von Jackie Stewart gefahrenen Tyrrell 001 identisch war. Cevert und Stewart erhielten erneut Achtzylindermotoren von Cosworth. Die DFV-Triebwerke waren die am weitesten verbreiteten Motoren des Jahres, allerdings befanden sich nicht alle Motoren auf dem gleichen Leistungsniveau. Die meisten DFV-Motoren leisteten etwa 435 PS; beiden Tyrrell-Fahrern standen demgegenüber speziell überarbeitete Versionen zur Verfügung, die 10 bis 15 PS mehr abgaben.
Bei den ersten vier Weltmeisterschaftsläufen des Jahres 1971 fiel Cevert dreimal aus; lediglich auf dem spanischen Circuit de Montjuïc kam er als Siebter ins Ziel. In Frankreich allerdings begann eine Tyrrell-Dominanz, an der auch Cevert beteiligt war. Stewart ging auf dem Circuit Paul Ricard von der Pole-Position aus ins Rennen, Cevert startete von Platz sieben. In der 28. Runde erreichte Cevert nach einigen Überholmanövern und Ausfällen mehrerer Konkurrenten Platz zwei hinter Stewart, den er bis zum Rennende behielt. Vier Wochen später in Deutschland liefen beide Tyrrell erneut auf den Plätzen eins und zwei ins Ziel.
Den Höhepunkt seiner Karriere erreichte Cevert mit dem Gewinn des Großen Preises der USA in Watkins Glen. Cevert qualifizierte sich mit einem Rückstand von einer halben Sekunde auf den Pole-Fahrer Stewart für Startplatz fünf. Nach Ablauf der ersten Rennrunde lag er auf Platz drei und bildete mit Stewart und Denis Hulme (McLaren) das Führungstrio, das einige Runden später um Jackie Ickx (Ferrari) erweitert wurde. Nachdem an Stewarts Tyrrell technische Probleme aufgetreten waren, übernahm Cevert in der 14. Runde die Führung, die er bis zum Ende des Rennens behielt. Im Laufe der Veranstaltung setzte er sich immer weiter von den Verfolgern ab; zum Schluss betrug sein Vorsprung auf den zweitplatzierten Jo Siffert (B.R.M.) mehr als 40 Sekunden. Ceverts Erfolg war der erste Sieg eines Franzosen bei einem Formel-1-Weltmeisterschaftslauf, seit Maurice Trintignant den Großen Preis von Monaco 1958 gewonnen hatte. Cevert erhielt ein Preisgeld von 50.000 US-Dollar, das er sich mit Ken Tyrrell teilte.
Tyrrell gewann 1971 den Fahrertitel (Stewart vor dem March-Werksfahrer Ronnie Peterson) und daneben auch die Konstrukteursmeisterschaft mit 73 Punkten. 26 davon hatte François Cevert beigesteuert, der damit Platz drei der Fahrermeisterschaft belegte.

#### 1972: Noch einmal Stewarts Juniorpartner
1972 war ein schwieriges Jahr für Cevert. Er blieb bei Tyrrell und fuhr nach wie vor das 1970 konstruierte Modell 002, das dem bewährten und kontinuierlich zur D-Version weiterentwickelten Type 72 des Team Lotus technisch unterlegen war.
Cevert konnte in seiner dritten Formel-1-Saison nicht an die Ergebnisse des Vorjahres anknüpfen. Auf Ken Tyrrells Anraten beendete Cevert im Frühjahr 1972 sein bislang weiter betriebenes Engagement in der Formel 2, um sich ganz auf die Formel-1-Weltmeisterschaft zu konzentrieren. Eine unmittelbare Verbesserung der Leistungen folgte daraus indes nicht, sodass Cevert im Sommer 1972 „begann, an sich zu zweifeln.“ In der Endwertung fiel er auf den sechsten Platz der Fahrerwertung zurück, während sein Teamkollege Stewart Vizemeister hinter dem Lotus-Werksfahrer Emerson Fittipaldi wurde.
In den ersten vier Rennen des Jahres kam Cevert nicht in die Punkteränge. Erst beim Großen Preis von Belgien, den Stewart wegen eines Magengeschwürs auslassen musste, fuhr er erstmals Punkte ein. Er wurde Zweiter hinter Fittipaldi. Auf den vierten Platz beim anschließenden Rennen in Frankreich folgten fünf Rennen, bei denen Cevert wiederum nicht die Punkteränge sah. Der Große Preis von Österreich 1972 war aus Ceverts Sicht der Tiefpunkt: Er ging von Platz 20 aus ins Rennen; seine Qualifikationszeit war eine Sekunde langsamer als beim Vorjahresrennen, bei dem er sich an gleicher Stelle und mit identischem Material für Startplatz drei qualifiziert hatte. Das Rennen beendete er mit einer Runde Rückstand auf Platz neun. Neben einigen Fahrfehlern war Ceverts schlechtes Abschneiden auch auf den Tyrrell 002 zurückzuführen, dessen Aufhängung problematisch war und auf einigen Kursen für ein schwer berechenbares Fahrverhalten sorgte. Erst der Große Preis der USA brachte wieder eine erfolgreiche Positionierung: Cevert wurde im letzten Rennen des Jahres Zweiter und fuhr zusammen mit Stewart den einzigen Doppelsieg des Jahres für Tyrrell ein. Insgesamt erreichte Cevert in dieser Saison 15 Weltmeisterschaftspunkte.

#### 1973: Künftige Nummer 1

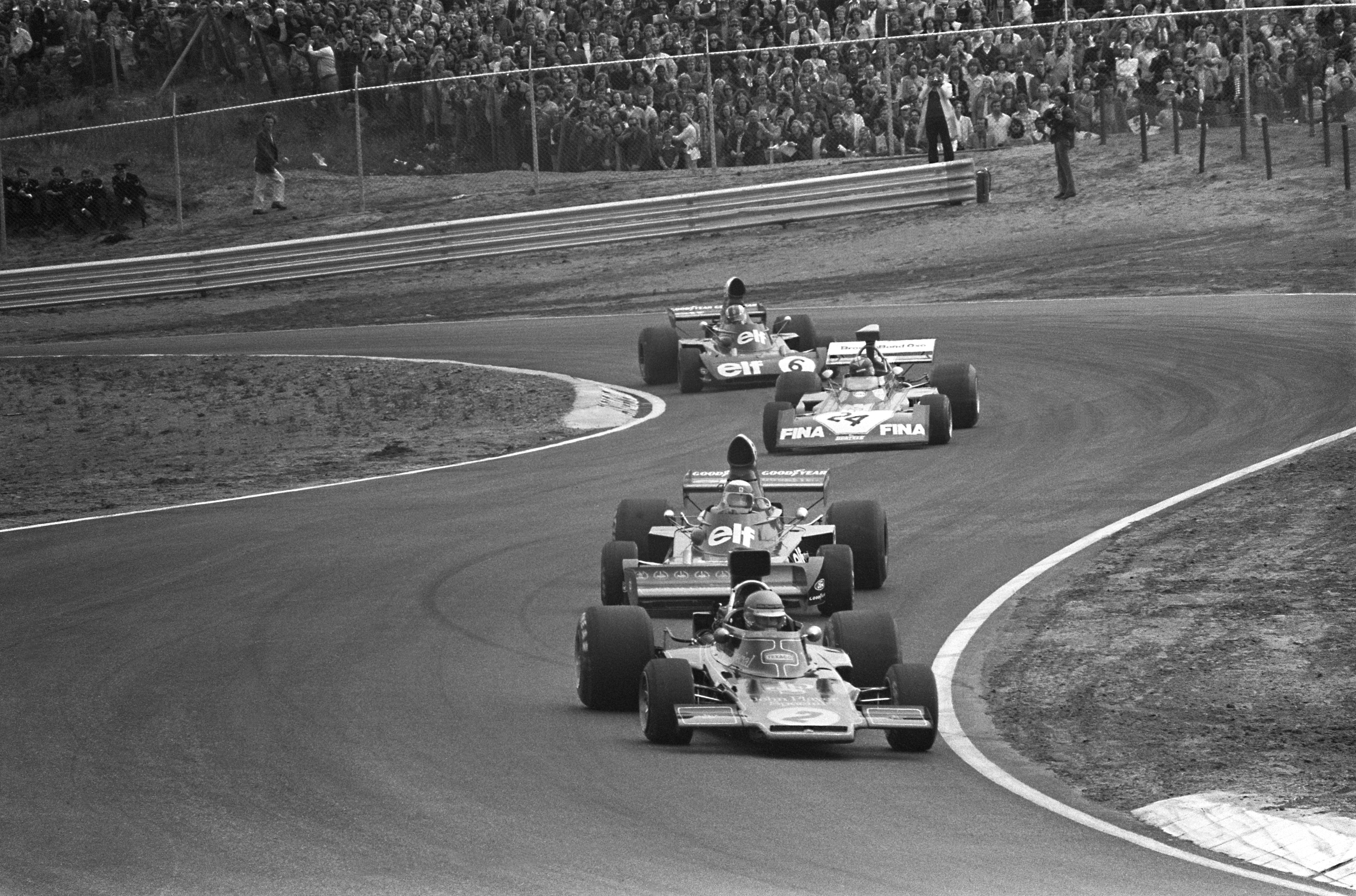
François Cevert im Tyrrell 006 (Nr. 6) hinter Carlos Pace, Jackie Stewart im Tyrrell 005 und Ronnie Peterson beim Großen Preis der Niederlande 1973

1973 war Cevert bei Tyrrell erneut Juniorpartner Stewarts, der in diesem Jahr seinen dritten Weltmeistertitel gewann. Cevert fuhr in diesem Jahr auch regelmäßig Sportwagenrennen, bestritt aber nur noch ein Rennen der Formel 2. 1973 setzte er das erste, im Spätherbst 1972 aufgebaute Exemplar des Tyrrell 006 ein, das weitgehend mit Stewarts 005 identisch war.
Cevert erfüllte Stewarts und Tyrrells Erwartungen. Er beendete 1973 sechs Weltmeisterschaftsläufe als Zweiter; in Monaco, den Niederlanden und in Deutschland lief er dabei hinter Stewart ein und sicherte seinem Team damit drei Doppelsiege. Cevert war bei vielen Rennen dieser Saison ähnlich schnell wie sein Teamkollege, vermied es aber, Stewart auf der Strecke zu überholen. Auf dem Nürburgring war Cevert nach Stewarts Darstellung der deutlich schnellere der beiden Tyrrell-Fahrer, und Stewart war der Überzeugung, dass eigentlich Cevert das Rennen hätte gewinnen müssen. Nach der Siegerehrung erklärte Stewart gegenüber der Presse, dass Cevert der eigentliche Sieger des Großen Preises von Deutschland sei: Cevert hätte ihn im Rennen überholen können, wenn er gewollt hätte.
Vor den beiden nordamerikanischen Rennen, die die Saison abschlossen, stand Ceverts Teamkollege Stewart bereits als Formel-1-Weltmeister fest, Cevert lag auf Rang vier der Zwischenwertung. Um neben dem Fahrer- auch den Konstrukteurstitel zu gewinnen, setzte Tyrrell für diese Rennen ein drittes Auto für Chris Amon ein. In Kanada ging Cevert von Platz sechs aus ins Rennen, drei Plätze vor Stewart. In Runde 33 wurde Cevert, auf Position vier liegend, von Jody Scheckter von der Piste gestoßen. Beide Piloten fielen aus. Ihre Autos waren stark beschädigt, die Fahrer aber blieben unverletzt. Beim Training zum anschließenden Großen Preis der USA verunglückte Cevert tödlich (s. dazu im Einzelnen den Abschnitt Unfalltod in Watkins Glen). Ken Tyrrell wollte seine Fahrer Stewart und Amon zunächst ungeachtet des Unfalls am Rennen teilnehmen lassen; Jackie Stewarts Ehefrau Helen veranlasste indes den Teamchef und die Fahrer zu einem Startverzicht. Jackie Stewart beendete damit seine Fahrerkarriere nach 99 Großen Preisen; er bezeichnet den Großen Preis der USA 1973 häufig als „seinen letzten Grand Prix, den er nicht fuhr“. Ceverts Schwager Jean-Pierre Beltoise, der mit Niki Lauda beim B.R.M.-Werksteam unter Vertrag stand, ging an den Start. Er beendete das Rennen, das Ronnie Peterson gewann, mit einer Runde Rückstand auf Platz neun.
Cevert wurde am Saisonende mit 47 Punkten auf Platz vier der Fahrerwertung geführt. Tyrrell begann die Formel-1-Saison 1974 mit einer gänzlich neuen Fahrerpaarung (Scheckter und Depailler).

### Sportwagenrennen
Ab 1970 nahm Cevert als Werksfahrer für Matra an der Sportwagen-Weltmeisterschaft teil. Er fuhr auch die 24-Stunden-Rennen von Le Mans der Jahre 1970, 1972 und 1973.

#### 1970
In der Sportwagen-Weltmeisterschaft 1970 bildete Cevert ein Team mit dem 44-jährigen Jack Brabham. Der zweite Werks-Matra wurde von Jean-Pierre Beltoise und Henri Pescarolo gefahren. Matra setzte Beltoise und Pescarolo mit dem Ziel ein, die Weltmeisterschaft zu gewinnen; Cevert und Brabham sollten sekundieren.
Seinen ersten Renneinsatz hatte Cevert beim 24-Stunden-Rennen von Daytona 1970, wo er auf einem Matra MS650 gemeinsam mit Jack Brabham den zehnten Rang in der Gesamtwertung erreichte. Sechs Wochen später beendete er das 12-Stunden-Rennen von Sebring als Gesamtzwölfter. Diesmal war der US-Amerikaner Dan Gurney sein Teampartner. Nach einer Rennzeit von zwölf Stunden hatte das Duo einen Rückstand von 35 Runden auf die Sieger Ignazio Giunti, Nino Vaccarella und Mario Andretti, die einen Werks-Ferrari 512S fuhren.
Der dritte Einsatz des Jahres, beim 24-Stunden-Rennen von Le Mans, endete nach sieben Stunden Fahrzeit durch einen Motorschaden am Matra-12-Zylinder-Motor. Zum Zeitpunkt des Ausfalls – hier war wieder der dreifache Formel-1-Weltmeister Jack Brabham der Teamkollege – lag der MS650 an der siebten Stelle der Gesamtwertung.
Den ersten Sieg in einem Sportwagen erzielte Cevert am 18. Oktober 1970 beim 1000-km-Rennen von Paris in Montlhéry, einem Rennen ohne Meisterschaftsstatus, bei dem er zusammen mit Jack Brabham für Matra Sports antrat. Vom dritten Startplatz ins Rennen gehend, überholten die Fahrer im Laufe der Veranstaltung ihre von der Pole-Position gestarteten Teamkollegen Beltoise und Pescarolo und kamen nach knapp sechs Stunden als Erste ins Ziel. Sie hatten drei Runden Vorsprung auf die Zweitplatzierten.

#### 1972
1972 beschränkte sich Ceverts Sportwagenengagement auf einen Einsatz beim 24-Stunden-Rennen von Le Mans. Matra trat hier mit vier Werkswagen an. Die Paarungen François Cevert/Howden Ganley, Jean-Pierre Beltoise/Chris Amon und Henri Pescarolo/Graham Hill fuhren jeweils einen MS670, wobei Pescarolo und Hill eine Version mit kurzem Heck einsetzten, Cevert und Ganley dagegen eine Langheckversion. Jean-Pierre Jabouille und David Hobbs wurden mit einem älteren MS660C gemeldet. Cevert und Ganley starteten von der Pole-Position ins Rennen. Beltoise und Amon fielen bereits nach einer Runde aus, Jabouille und Hobbs nach 278 Runden. Die beiden verbliebenen Matra lagen lange an der Spitze des Feldes. Cevert und Ganley mussten allerdings einen langen Boxenstopp vornehmen, sodass sie weit hinter ihre Teamkollegen zurückfielen. Pescarolo und Hill gewannen das Rennen mit einem Vorsprung von 11 Runden auf Cevert und Ganley, die als Zweite ins Ziel kamen. Es war Ceverts einzige Zielankunft bei einem Langstreckenrennen in Le Mans.

#### 1973

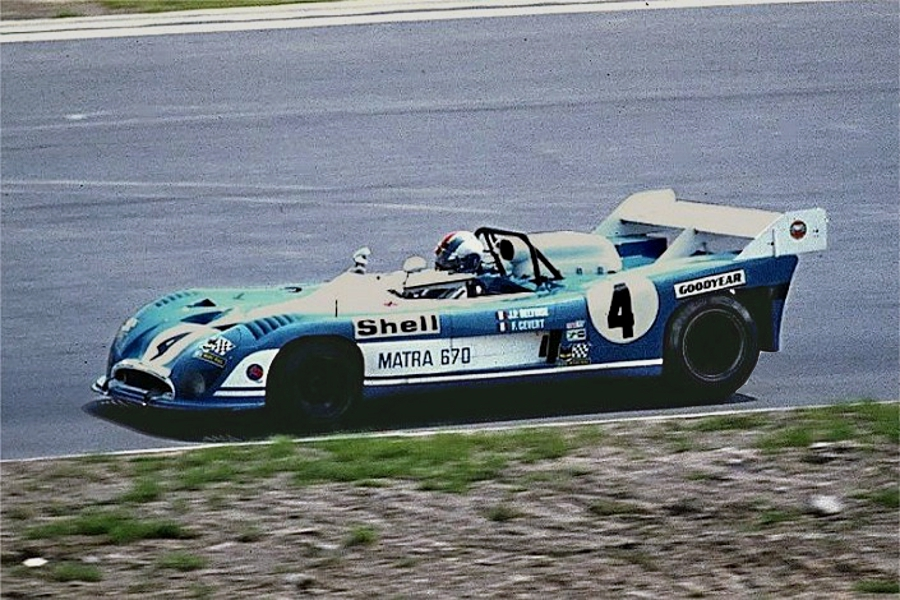
Cevert im Matra MS670 beim 1000-km-Rennen am Nürburgring 1973

In der Sportwagen-Weltmeisterschaft 1973 bildete Cevert ein Team mit seinem Schwager Jean-Pierre Beltoise. Beide fuhren werksseitig für Matra. Beim 6-Stunden-Rennen von Vallelunga starteten Beltoise und Cevert aus der ersten Reihe, kamen aber wegen eines Motordefekts nicht ins Ziel. Beim anschließenden 1000-km-Rennen von Dijon erreichten Beltoise und Cevert im Zeittraining die Pole-Position. Cevert fuhr den ersten Abschnitt, musste aber nach zwei Runden an die Box, weil er seinen Hörschutz vergessen hatte. Der Stopp kostete eine Minute. Er fuhr zwei weitere Runden und hielt dann erneut, um den Heckflügel verstellen zu lassen. Im weiteren Verlauf des Rennens kam es zu einem Streit zwischen Cevert und Beltoise; Cevert warf Beltoise vor, ohne sein Wissen Flügeleinstellungen verändert zu haben. Cevert reiste vor dem Ende des Rennens ab; Beltoise fuhr den Matra MS670B schließlich auf den dritten Platz. Beim 1000-km-Rennen von Monza standen Beltoise und Cevert erneut auf der Pole-Position; das Rennen beendeten sie auf Platz elf. Beim 1000-km-Rennen auf dem Nürburgring fielen die von Platz eins gestarteten Cevert/Beltoise in der zwölften Runden mit Motorschaden aus. Am Österreichring kamen sie noch einmal als Zweite ins Ziel. Matra gewann die Meisterschaft des Jahres.

### CanAm-Serie
1972 bestritt Cevert sieben Rennen in der nordamerikanischen CanAm-Serie. Er startete für das Young-American-Racing-Team und fuhr einen McLaren M8F, der von einem Achtzylindermotor von Chevrolet angetrieben wurde. Das 800 PS starke Fahrzeug war der leistungsstärkste Rennwagen, den Cevert in seiner Karriere fuhr. Sein Teamkollege war Gregg Young, der Mitbesitzer des Rennstalls.
Ceverts erstes Rennen war das CanAm Road Atlanta, das im Juli 1972 auf dem Road Atlanta Circuit in Braselton ausgetragen wurde. Er qualifizierte sich für Startplatz vier. Im Rennen legte er 20 Runden zurück; dann fiel er infolge eines Nockenwellendefekts aus. Beim anschließenden Rennen in Watkins Glen kam Cevert hinter Denis Hulme und Peter Revson, die beide für das McLaren-Werksteam fuhren, auf Platz drei ins Ziel, vier Wochen später wurde er in Elkhart Lake Zweiter. Im September 1972 schließlich gewann Cevert das Rennen auf dem Donnybrook Speedway.
In der Gesamtwertung lag Cevert als bester europäischer Rennfahrer mit 59 Punkten auf Platz fünf.

### Weitere Veranstaltungen
Zur Tour de France für Automobile 1969 meldete die Scuderia Sofar einen Alfa Romeo T33 für François Cevert. Das Team trat zu der Veranstaltung allerdings nicht an; die Meldung wurde vor Rennbeginn zurückgezogen.
Im Januar 1972 nahm Cevert mit einem Alpine A110 an der Rallye Infernal teil, einer Rallye-Raid-Veranstaltung in Crépy-en-Valois, die ein Bestandteil der französischen Rallyemeisterschaft war. Vor Ende der Rallye kam er von der Strecke ab und wurde nicht gewertet.

## Unfalltod in Watkins Glen

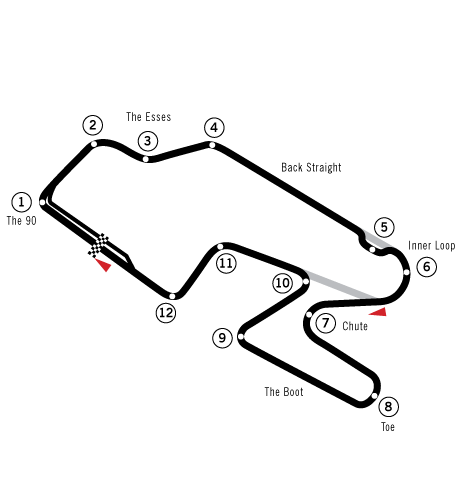
Streckenverlauf des Kurses Watkins Glen International

Beim dritten Training zum Großen Preis der USA am 6. Oktober 1973 in Watkins Glen verunglückte Cevert tödlich, als er um 11:54 Uhr mit etwa 240 km/h gegen die rechten Leitplanken der Esses-Kurve raste. Der Tyrrell-Ford drehte sich, überschlug sich mehrfach und rutschte kopfüber entlang der gegenüberliegenden Leitplanke. Der Wagen wurde in Brusthöhe des Fahrers aufgeschlitzt, François Cevert hatte keinerlei Überlebenschancen und erlag noch vor Eintreffen der Rettungskräfte seinen Verletzungen. Das Training wurde nicht abgebrochen. Jackie Stewart, der beim Rennen am nächsten Tag nicht startete, sagte später: „Sie (die Rettungskräfte) haben ihn dagelassen, da er eindeutig tot war“. Cevert war nach Roger Williamson der zweite Formel-1-Pilot, der 1973 tödlich verunglückte, und der bis dahin 23. Fahrer, der im Rahmen eines Formel-1-Rennens – beim Training oder dem Rennen selbst – ums Leben kam.
Die Ursache des Unfalls wurde nie abschließend geklärt. B.R.M.-Werksfahrer Niki Lauda führte das Ereignis auf einen Fahrfehler Ceverts zurück. Drei Jahre nach dem Rennen analysierte er den tödlichen Unfall dahingehend, dass Cevert in der Esses-Kurve aufgrund zu hoher Geschwindigkeit zu weit außen gewesen sei. Sein Auto habe die Curbs berührt. Es sei dadurch auf die rechte Fahrbahnseite gestoßen worden und habe dort die Leitplanken berührt, woraufhin es sich mehrfach überschlagen habe. Im Überschlag sei das Auto in einem Winkel von 90 Grad auf die gegenüberliegenden Leitplanken getroffen. Dort sei das Auto in der Mitte aufgerissen worden.
Ceverts Teamkollege und Freund Jackie Stewart äußerte sich zum Unfallhergang nicht. Vier Jahrzehnte nach dem Tod Ceverts verwies er auf die Schwierigkeit der Esses-Kurve und deutete an, dass er und Cevert sich wiederholt kontrovers darüber unterhalten hätten, ob die Kurve im vierten Gang mit niedrigen – so Stewart – oder im dritten Gang mit hohen Drehzahlen zu fahren sei.

## Auszeichnungen
François Cevert wurde 1973 posthum von der Sportzeitung L’Équipe in Frankreich zum „Champion des champions“ (vergleichbar mit dem deutschen Sportler des Jahres) gewählt.

## Sonstiges

Ceverts Helmdesign

Beim Großen Preis von Monaco 2013 trug der Toro-Rosso-Pilot Jean-Éric Vergne einen Helm, dessen Design an François Ceverts Helm erinnerte. Er verstand dies als „Tribut an einen ziemlich besonderen französischen Rennfahrer“.
Einige Einrichtungen in Frankreich sind nach François Cevert benannt, unter anderem die Berufsschule in Écully. In Angers, Le Mans, Linas und La Roche-sur-Yon gibt es Straßen, die Ceverts Namen tragen, und in Vaison-la-Romaine befindet sich eine Place François Cevert.
Das Musikvideo zu Robbie Williams’ Lied Supreme (2000) zeigt Rennszenen von Jackie Stewart und François Cevert aus den frühen 1970er-Jahren.
Die Schilderungen seiner Erfahrungen im Rennsport wurden postum von seinem Mitautor Jean-Claude Hallé 1974 bei J’ai lu unter dem Titel François Cevert – « La mort dans mon contrat » (François Cevert – „Der Tod in meinem Vertrag“) veröffentlicht.
Der Film Rush – Alles für den Sieg (2013) zeigt nach dem tödlichen Unfall das Wrack mit Ceverts geköpfter Leiche, was nicht den Tatsachen entspricht. Niki Lauda und James Hunt diskutieren über den Unfall anschließend im Fahrerlager.

## Zitate über François Cevert
„Wenn je ein französischer Pilot Formel-1-Weltmeister wird, dann ist es François Cevert.“

„François Cevert war sehr elegant, hatte große blaue Augen und die weiblichen Fans liebten ihn. Aber das beeindruckte höchstens meine Ehefrau. Für mich war er schlicht und einfach der kommende Champion. Er hatte das Talent dazu.“

„Cevert betete Stewart an, und Jackie betrachtete ihn als seinen natürlichen Nachfolger.“

„François Cevert verkörpert für mich die Belle Epôque der Formel 1.“

## Statistik

### Statistik in der Automobil-Weltmeisterschaft

#### Grand-Prix-Siege
- 1971:  USA (Watkins Glen)

#### Gesamtübersicht
| Saison | Team                        | Chassis     | Motor           | Rennen | Siege | Zweiter | Dritter | Poles | schn. Rennrunden | Punkte | WM-Pos. |
| ------ | --------------------------- | ----------- | --------------- | ------ | ----- | ------- | ------- | ----- | ---------------- | ------ | ------- |
| 1970   | Tyrrell Racing Organisation | March 701   | Cosworth DFV V8 | 9      | –     | –       | –       | –     | –                | 1      | 22.     |
| 1971   | Elf Team Tyrrell            | Tyrrell 002 | Cosworth DFV V8 | 11     | 1     | 2       | 1       | –     | –                | 26     | 3.      |
| 1972   | Elf Team Tyrrell            | Tyrrell 002 | Cosworth DFV V8 | 10     | –     | 1       | –       | –     | –                | 15     | 6.      |
| 1972   | Elf Team Tyrrell            | Tyrrell 006 | Cosworth DFV V8 | 2      | –     | 1       | –       | –     | –                | 15     | 6.      |
| 1973   | Elf Team Tyrrell            | Tyrrell 006 | Cosworth DFV V8 | 13     | –     | 6       | 1       | –     | –                | 47     | 4.      |
| 1973   | Elf Team Tyrrell            | Tyrrell 005 | Cosworth DFV V8 | 1      | –     | –       | –       | –     | –                | 47     | 4.      |
| Gesamt | Gesamt                      | Gesamt      | Gesamt          | 46     | 1     | 10      | 2       | –     | –                | 89     |         |

#### Einzelergebnisse
| Saison | 1  | 2   | 3   | 4   | 5  | 6   | 7   | 8   | 9   | 10  | 11  | 12  | 13  | 14  | 15 |
| ------ | -- | --- | --- | --- | -- | --- | --- | --- | --- | --- | --- | --- | --- | --- | -- |
| 1970   |    |     |     |     |    |     |     |     |     |     |     |     |     |     |    |
|        |    |     |     | DNF | 11 | 7   | 7   | DNF | 6   | 9   | DNF | DNF |     |     |    |
| 1971   |    |     |     |     |    |     |     |     |     |     |     |     |     |     |    |
| DNF    | 7  | DNF | DNF | 2   | 10 | 2   | DNF | 3   | 6   | 1   |     |     |     |     |    |
| 1972   |    |     |     |     |    |     |     |     |     |     |     |     |     |     |    |
| DNF    | 9  | DNF | NC  | 2   | 4  | DNF | 10  | 9   | DNF | DNF | 2   |     |     |     |    |
| 1973   |    |     |     |     |    |     |     |     |     |     |     |     |     |     |    |
| 2      | 10 | NC  | 2   | 2   | 4  | 3   | 2   | 5   | 2   | 2   | DNF | 5   | DNF | DNS |    |

| Legende  | Legende            | Legende                                                          |
| Farbe    | Abkürzung          | Bedeutung                                                        |
| -------- | ------------------ | ---------------------------------------------------------------- |
| Gold     | –                  | Sieg                                                             |
| Silber   | –                  | 2. Platz                                                         |
| Bronze   | –                  | 3. Platz                                                         |
| Grün     | –                  | Platzierung in den Punkten                                       |
| Blau     | –                  | Klassifiziert außerhalb der Punkteränge                          |
| Violett  | DNF                | Rennen nicht beendet (did not finish)                            |
| Violett  | NC                 | nicht klassifiziert (not classified)                             |
| Rot      | DNQ                | nicht qualifiziert (did not qualify)                             |
| Rot      | DNPQ               | in Vorqualifikation gescheitert (did not pre-qualify)            |
| Schwarz  | DSQ                | disqualifiziert (disqualified)                                   |
| Weiß     | DNS                | nicht am Start (did not start)                                   |
| Weiß     | WD                 | zurückgezogen (withdrawn)                                        |
| Hellblau | PO                 | nur am Training teilgenommen (practiced only)                    |
| Hellblau | TD                 | Freitags-Testfahrer (test driver)                                |
| ohne     | DNP                | nicht am Training teilgenommen (did not practice)                |
| ohne     | INJ                | verletzt oder krank (injured)                                    |
| ohne     | EX                 | ausgeschlossen (excluded)                                        |
| ohne     | DNA                | nicht erschienen (did not arrive)                                |
| ohne     | C                  | Rennen abgesagt (cancelled)                                      |
| ohne     | keine WM-Teilnahme |                                                                  |
| sonstige | P/fett             | Pole-Position                                                    |
| sonstige | 1/2/3/4/5/6/7/8    | Punktplatzierung im Sprint-/Qualifikationsrennen                 |
| sonstige | SR/kursiv          | Schnellste Rennrunde                                             |
| sonstige | *                  | nicht im Ziel, aufgrund der zurückgelegten Distanz aber gewertet |
| sonstige | ()                 | Streichresultate                                                 |
| sonstige | unterstrichen      | Führender in der Gesamtwertung                                   |

### Le-Mans-Ergebnisse
| Jahr | Team                     | Fahrzeug           | Teamkollege          | Platzierung | Ausfallgrund |
| ---- | ------------------------ | ------------------ | -------------------- | ----------- | ------------ |
| 1970 | Équipe Matra Simca       | Matra MS650        | Jack Brabham         | Ausfall     | Motorschaden |
| 1972 | Équipe Matra Simca Shell | Matra-Simca MS670  | Howden Ganley        | Rang 2      |              |
| 1973 | Équipe Matra Simca Shell | Matra-Simca MS670B | Jean-Pierre Beltoise | Ausfall     | Unfall       |

### Sebring-Ergebnisse
| Jahr | Team             | Fahrzeug          | Teamkollege | Platzierung | Ausfallgrund |
| ---- | ---------------- | ----------------- | ----------- | ----------- | ------------ |
| 1970 | Equipe Matra-Elf | Matra-Simca MS650 | Dan Gurney  | Rang 12     |              |

### Einzelergebnisse in der Sportwagen-Weltmeisterschaft
| Saison | Team  | Rennwagen   | 1   | 2   | 3   | 4   | 5   | 6   | 7   | 8   | 9   | 10  | 11  |
| ------ | ----- | ----------- | --- | --- | --- | --- | --- | --- | --- | --- | --- | --- | --- |
| 1970   | Matra | Matra MS650 | DAY | SEB | BRH | MON | TAR | SPA | NÜR | LEM | WAT | ZEL |     |
| 1970   | Matra | Matra MS650 | 10  | 12  |     |     |     |     |     |     |     |     |     |
| 1972   | Matra | Matra MS670 | BUA | DAY | SEB | BRH | MON | SPA | TAR | NÜR | LEM | ZEL | WAT |
| 1972   | Matra | Matra MS670 |     |     |     |     |     | 2   |     |     |     |     |     |
| 1973   | Matra | Matra MS670 | DAY | VAL | DIJ | MON | SPA | TAR | NÜR | LEM | ZEL | WAT |     |
| 1973   | Matra | Matra MS670 | DNF | 1   | 3   | 11  |     |     | DNF | DNF | 2   | DNF |     |